# Marijke Groenewoud
Marijke Groenewoud (Hallum, 28 gennaio 1999) è una pattinatrice di velocità su ghiaccio olandese.

## Palmarès

### Olimpiadi
- 1 medaglia:
  - 1 bronzo (inseguimento a squadre femminile a Pechino 2022)[1]

### Mondiali distanza singola
- 4 medaglie:
  - 3 ori (partenza in linea a Heerenveen 2021; partenza in linea a Heerenveen 2023); sprint a squadre a Calgary 2024)
  - 1 bronzo (partenza in linea a Calgary 2024)